# پاری
پاری (به مجاری:  Pári) یک شهرداری در مجارستان است که در ناحیه تاماشی واقع شده‌است. پاری ۱۳٫۰۶ کیلومتر مربع مساحت و ۶۵۷ نفر جمعیت دارد.

## خواهرخوانده
شهر بورگ‌اشتت خواهرخواندهٔ پاری هست.